# Красни Луч (Псковска област)
Красни Луч (рус. Красный Луч) насељено је место са административним статусом варошице (рус. посёлок городского типа) на западу европског дела Руске Федерације. Налази се у источном делу Псковске области и административно припада Бежаничком рејону.
Према проценама националне статистичке службе за 2016. у вароши је живело свега 866 становника.

## Географија
Варошица Красни Луч смештена је у централном делу Бежаничког рејона на око 15 километара од железничке станице Сушчјово, односно на око 204 километра југоисточно од административног центра области Пскова. Недалеко од вароши налази се језеро Цевло.

## Историја
Варошица се развила као радничко насеље уз фабрику стакла основану 1905. године. Садашње име Красни Луч (у преводу са руског Црвена зрака) насеље добија након Октобарске револуције, а у границама Бежаничког рејона налази се од његовог оснивања 1927. године.
Званичан статус полуурбаног насеља у рангу варошице Красни Луч носи од 28. августа 1958. године.

## Демографија
Према подацима са пописа становништва 2010. у вароши је живело 1.020 становника, док је према проценама националне статистичке службе за 2016. варошица имала 866 становника.
| 1939. | 1959. | 1970. | 1979. | 1989. | 2002. | 2010. | 2015. |
| ----- | ----- | ----- | ----- | ----- | ----- | ----- | ----- |
| ---   | 3.776 | 3.073 | 2.627 | 2.105 | 1.494 | 1.231 | 866   |

## Привреда
Најважнији привредни објекат у вароши је фабрика стакла, једна од најстаријих у целој земљи, у којој је запослена већина радно активног становништва.